# Chapelle Notre-Dame du Guelhouit
La chapelle Notre-Dame du Guelhouit est un lieu de culte catholique située au lieu-dit Talroch, sur la commune de Melrand dans le Morbihan.

## Toponyme
L'étymologie du toponyme Guelhouit est discutée (grammatici certant). Il pourrait signifier « Toute-Puissance » ou « Toute-Aide ». Il pourrait aussi dériver du breton mais sans certitude puisque l'on a proposé aussi Notre-Dame-du-Chef-Suprême. Le mot Kel er hoed pourrait se traduire par « hameau boisé ».

## Historique
La chapelle dédiée à Notre-Dame et à saint Isidore est édifiée en 1683, à l’emplacement d’un sanctuaire plus ancien, grâce à l´octroi d´indulgences accordé par le pape Clément XIV à la confrérie de Saint-Isidore. Une sacristie à étage est construite en alignement à l'est est une adjonction du deuxième quart du XVIIIe siècle.
La fréquentation du Pardon est telle qu'en 1885, l'abbé Constant Daniel fait construire comme à la chapelle Notre-Dame-de-Quelven, un sanctuaire de plein air, la Scala Santa, construit par l'architecte Douillard.
La chapelle Notre-Dame du Guelhouit fait l’objet d’un classement au titre des monuments historiques depuis le 1er septembre 2003.
En 2013, la chapelle est victime d'un acte de vandalisme : deux statues sont renversées et brisées, des objets du culte saccagés, un feu est allumé volontairement sous les combles, détruit des boiseries et endommage la charpente. Cet acte s'inscrit dans une série de dommages causés au patrimoine religieux, depuis plusieurs mois, dans le pays de Pontivy.

## Description
La chapelle se distingue par un plan allongé et polygonal. Particularité pour la région, les versants brisés du toit à la Mansardes, avec en son centre un clocheton à double étage. 
À l'intérieur de la chapelle, le lambris de la voûte est revêtu de peintures du XVIIIe siècle,  restaurées en 1840 reproduisant en 24 tableaux les miracles de saint Isidore, patron des laboureurs. Le retable en bois polychrome du XVIIe siècle trône dans le chœur : son panneau central représente saint Isidore vêtu en bragou-braz, priant à genoux mais  surpris par ses maîtres, tandis que des anges le suppléent dans les champs. Les deux statues qui l’encadrent dans des petites niches sont celles d’une Vierge à l’enfant et de saint Isidore.
Un oratoire, également appelé « Scala Santa », a été aménagé en 1885 dans la pente de la colline, sur la terrasse supérieure. Ce reposoir est encadré de deux fontaines de dévotion.